# Abbaye de Bucilly
L’abbaye de Bucilly (ou abbaye Saint-Pierre-et-Saint-Paul de Bucilly) est une ancienne abbaye bénédictine puis de l'Oodre des chanoines réguliers de Prémontré, située à Bucilly (Aisne).

## Histoire
L'abbaye fut fondée en 950 par Gerberge (femme du comte de Vermandois Albert Ier le Pieux), sous la règle de saint Benoît.
En 1148, Barthélemy de Jur, évêque de Laon, la transféra à l'ordre de Prémontré. Le pape Eugène III le confirma la même année. L'abbaye administrait dix-sept églises et deux chapelles. Fermée puis détruite à la Révolution française, il n'en subsiste que la ferme.

## Abbés
- Tristan de Villelongue, docteur en théologie, conseiller et prédicateur de Henri IV.
- Casimir Oudin.